# Clinton Portis
Clinton Earl Portis (Laurel, 1º settembre 1981) è un ex giocatore di football americano statunitense che ha giocato nel ruolo di running back nella National Football League (NFL). Fu scelto nel corso del secondo giro (51º assoluto) del Draft NFL 2002 dai Denver Broncos. Al college ha giocato a football all’Università di Miami.

## Carriera professionistica

### Denver Broncos
Portis fu scelto nel corso del secondo giro del Draft 2002 dai Denver Broncos. Portis corse 1.500 yard in ognuna delle sue due prime stagioni coi Broncos, a una media di 5,5 yard a possesso, un record NFL per un running back nelle sue due prime stagioni. Il dicembre 2002, Portis divenne il più giovane giocatore (21 anni, 105 giorni) a segnare 4 touchdown in una gara nella vittoria 31-24 sui Kansas City Chiefs. Il 7 dicembre dell'anno successivo, Portis divenne il più giovane giocatore (22 anni, 97 giorni) a segnare 5 touchdown in una partita

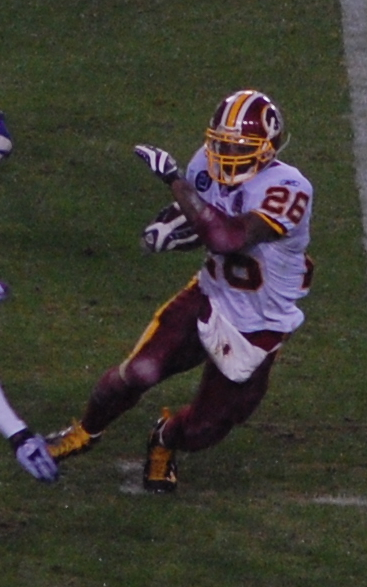
Portis con la maglia dei Redskins nel.

### Scambio
Prima della stagione 2004, i Broncos scambiarono Portis coi Redskins per il cornerback Champ Bailey e una scelta del secondo giro del Draft NFL 2004, utilizzata dai Broncos per scegliere Tatum Bell. I Redskins fecero firmare a Portis un contratto di otto anni del valore di 50,5 milioni di dollari. All'epoca ci furono critiche riguardo allo scambio, citando la difficoltà di trovare in circolazione un cornerback del valore di Bailey che venne scambiato per una scelta del secondo giro come Portis. Le critiche furono originate anche dal fatto che Portis a Denver godesse di una linea offensiva di ottimo livello che gli permise di raggiungere tali statistiche e che non avrebbe riscosso lo stesso successo a Washington, storicamente più incline ad utilizzare running back più fisici e potenti (come Stephen Davis o John Riggins).

### Washington Redskins
Nella sua prima stagione nella capitale, Portis corse 1.315 yard trovando una certa difficoltà ad adattarsi agli schemi del nuovo allenatore Joe Gibbs, cosa che si notò soprattutto a livello di touchdown segnati, solamente cinque su corsa (più due su ricezione). Clinton disputò una stagione notevolmente migliore nell'anno successivo quando segnò 12 touchdown (11 su corsa, 1 su ricezione) battendo il record di franchigia con 1.516 yard corse (primato superato nel 2012 da Alfred Morris) e pareggiando quello per gare da oltre 100 yard in una stagione con 6. Con questa stagione, Portis divenne solamente il terzo giocatore della storia a correre più di 1.500 yard in tre delle sue prime quattro stagioni.
Tormentato dagli infortuni disputò solamente 8 gare nella stagione 2006. Portis si riprese nelle due stagioni successive: nel 2007 corse 1.262 yard e segnò 11 touchdown mentre nel 2008 guidò la NFL per la prima volta con 1.487 yard guadagnate su corsa. Gli infortuni si rifecero sentire nelle due stagioni successive, in cui il running back scese di rado sul campo di gioco, fino al rilascio da parte dei Redskins.
Il 21 agosto 2012, Portis annunciò ufficialmente il suo ritiro. Egli terminò la propria carriera a sole 77 yard dalle 10.000 corse in carriera, 27º nella classifica di tutti i tempi. Il 23 agosto fu annunciato il suo inserimento tra gli 80 migliori giocatori dei Redskins di tutti i tempi.

## Palmarès
- (2) Pro Bowl (2003, 2008)
- (1) All-Pro (2008)
- Rookie offensivo dell'anno (2002)
- PFWA All-Rookie Team - 2002
- (5) Running back della settimana
- 80 Greatest Redskins

## Statistiche
| Yard corse | 9.923 |
| Media      | 4,4   |
| Touchdown  | 75    |